# Kurt Schwertsik
Kurt Schwertsik est un compositeur contemporain autrichien né le 25 juin 1935 à Vienne. Il est à l'origine de la « Troisième école viennoise ».

## Biographie
Elève de Joseph Marx et de Karl Schiske à l'académie de musique de Vienne, il étudie plus tard avec Karlheinz Stockhausen à Cologne et à Darmstadt.

Il est le cofondateur, en 1965, avec Friedrich Cerha de l'ensemble de musique contemporaine Die Reihe (La Série), qui a été un important instrument pour la diffusion des œuvres contemporaines en Autriche.

En 1968, il fonde l'ensemble "MOB art & tone ART" avec Otto Matthäus Zykan et Heinz Karl Gruber.

Entre 1989 et 2004, il est professeur de composition à l'académie de musique de Vienne.

Kurt Schwertsik est président de la Joseph Marx Society qui, fondée au printemps 2006, a pour but de promouvoir la musique du compositeur Joseph Marx.

Ses œuvres sont caractérisées par son exploration particulière de la tonalité, son ironie musicale et son humour.

## Sélection d'œuvres

### Œuvres orchestrales
- Draculas Haus- und Hofmusik , op. 18, symphonie transylvanienne pour cordes (1968)
- Epilog zu Rosamunde, op. 33 (1978)
- Irdische Klänge, op. 37, symphonie en 2 mouvements (1980)
- Uluru, op. 64 (1992)
- Baumgesänge, op. 65 (1992)
- Sinfonia-Sinfonietta, op. 73 (1996)
- Mond-Lichtung, op. 75, pour orchestre à cordes (1997)
- Unter Messing Baumen, op. 77, pour 4 cornes naturelles et orchestre (1998)

### Musique de chambre
- Sotto Voce, op. 39, pour 4 instruments (flute, violon, violoncelle et guitare) (1980)
- Blechpartie im neuesten Geschmack, op. 43, pour quintette de cuivres (1982)
- Am Ende Steht ein Marsch, op. 59, pour octuor à vent (1991)
- Drei späte Liebeslieder, op. 66, pour violoncelle et piano (1992)
- Wake, op. 70, pour quatuor à cordes (1994)
- Ganesha Walkabout, op. 76, pour quatuor à cordes (1998)
- Adieu Satie, op. 86, pour quatuor à cordes et bandonéon (2003)

### Musique de scène
- Der lange Weg zur großen Mauer, opéra basé sur un roman de Richard Bletschacher, opus 24 (1974)
- Wiener Chronik 1848, ballet opus 28 écrit pour l'Opéra de Cologne (1976-77)
- Katzelmacher, opéra basé sur un texte de Rainer Werner Fassbinder
- Fanferlieschen Schönefüßchen - Opéra de type conte de fées d'après Clemens Brentano opus 42 (1982)
- Das verlorene Wut, singspiel pour la télévision d'après un texte de Christine Nöstlinger, opus 57 (1989)
- Der ewige Frieden, opérette sur un texte de Thomas Korner, opus 58 (1990)
- Frida Kahlo, travail de danse-théâtre (1991)
- Café-Museum – Die Erleuchtung, opéra de chambre opus 67 (1993)
- Die Welt der Mongolen, opéra basé sur un texte de Michael Köhlmeier, op.72

## Prix
- Prix de musique la ville de Vienne en 1980
- Grand prix d'État autrichien en 1992
- Décoration autrichienne des sciences et des arts en 1992
- Médaille d'or pour services à la province de Vienne en 2017